# Hennef (Sieg) (stacja kolejowa)
Hennef (Sieg) – stacja kolejowa w Hennef (Sieg), w kraju związkowym Nadrenia Północna-Westfalia, w Niemczech. Znajdują się tu 2 perony.